# 북흉노
북흉노(北匈奴)는 서기 48년 흉노의 제2차 분열로 인해 형성된 세력으로서, 한나라에 복속하여 오르도스 일대에 정착한 남흉노와 달리 몽골 고원을 중심으로 하였다. 한나라-남흉노와 전쟁을 계속했으나 국력이 약화되어 번번히 패하였고 이 틈을 노린 선비족의 공격을 받아 서쪽으로 패주하였다.